# Río Tsemés
El río Tsemés (del ruso: Цеме́с) es pequeño río del krai de Krasnodar, en el sur de Rusia, que desemboca en la ciudad de Novorosíisk en el mar Negro.

## Curso
Nace en la vertiente nororiental del monte Gudzeva (425,6 m), al oeste de Gaiduk. Su curso, estrecho y poco profundo, discurre en dirección sureste atravesando Gaiduk, Borísovka, Kirílovka y, ya canalizado la zona industrial del centro de Novorosíisk. Desemboca, tras alrededor de 14 km de recorrido y tras atravesar la arboleda de Tsemés, protegida desde 1921, en el puerto de la ciudad en la orilla occidental de la bahía de Tsemés, situada en la costa nordeste del mar Negro. Su valle marca aproximadamente el límite por el nordeste entre la cordillera litoral del Cáucaso Occidental y la península de Abráu.

## Etimología
Existen dos teorías acerca del origen de la palabra Tsemés:
- En adigué "цэмеэз" significa literalmente "insecto y bosque", lo que podría traducirse como "bosque podrido", "bosque feo", "bosque militar" o "bosque piojoso".
- En el dialecto adigué natujái, "цэмеэз" se traduciría como "bosque con una gran cantidad de insectos" o "un gran cantidad de insectos en el bosque".[1]